# إدواردو راموس
إدواردو راموس (بالإسبانية: Eduardo Ramos)‏ (8 نوفمبر 1949 في المكسيك - ) هو لاعب كرة قدم مكسيكي في مركز الدفاع، شارك في كأس العالم 1978. وشارك مع منتخب المكسيك لكرة القدم. أما مع النوادي، فقد لعب مع نادي تولوكا ونادي غوادالاخارا.

## وصلات خارجية
- إدواردو راموس على موقع الاتحاد الدولي (مؤرشف)  (الإنجليزية)
- إدواردو راموس على موقع قاعدة بيانات كرة القدم.إي يو (الإنجليزية)
- إدواردو راموس على موقع ناشيونال فوتبول تيمز (الإنجليزية)